# Balonne Shire
Balonne Shire är en region i Australien. Den ligger i delstaten Queensland, omkring 480 kilometer väster om delstatshuvudstaden Brisbane. Antalet invånare är 4 886. Arean är 31 150 kvadratkilometer.
Följande samhällen finns i Balonne Shire:
- Dirranbandi
- Thallon

Omgivningarna runt Balonne Shire är i huvudsak ett öppet busklandskap. Trakten runt Balonne Shire är nära nog obefolkad, med mindre än två invånare per kvadratkilometer. Genomsnittlig årsnederbörd är 448 millimeter. Den regnigaste månaden är februari, med i genomsnitt 94 mm nederbörd, och den torraste är oktober, med 7 mm nederbörd.